# Kokopelli

Kokopelli we współczesnej stylizacji

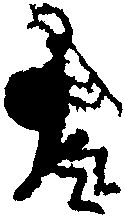
Kokopelli przedstawiony tradycyjnie

Kokopelli (Kokopele) – stare bóstwo falliczne związane z bóstwami płodności, u Indian Pueblo żyjących na terenie Arizony i Nowego Meksyku, jeden z kaczynów Hopi.
U Indian Hohokam i Hopi występuje pod postacią męską jako Kokopeltiyo i postacią żeńską jako Kokopelmana. Atrybutem postaci męskiej (także postaci głównej) był flet. Tradycyjnie postać męska była przedstawiana jako flecista z ogromnym fallusem, równie ogromnym garbem i trzema sakralnymi ptasimi piórami, każde o specyficznie określonej roli i symbolice (ang.: prayer feathers), umocowanymi na głowie, jednak pod naciskiem pierwotnie hiszpańskich księży a następnie sił masowego marketingu, spopularyzowany współczesny wizerunek zatracił cechy seksualne, nawet garb, a niezrozumiane przez laików specyficznie określone pióra sakralne nabrały charakteru stylizowanych anten czy ozdobnego pióropusza.
Najbardziej znanym wyobrażeniem Kokopelli jest postać tzw. "Grającego na Flecie", który był "Tym, Który Przynosi Radość". Według jednej z legend był on tajemniczym podróżnym, który odwiedzał wioski indiańskie grając na flecie i rozsiewał dobry humor oraz szczęście swą muzyką.